# Бой под Краснобрудом
Бой под Краснобрудом (польск. Bitwa pod Krasnobrodem) — сражение Январского восстания, произошедшее 12 (24) марта 1863 год между польскими повстанцами и правительственными войсками в окрестностях местечка Краснобруд.

## Предыстория
Прибывшие из района Подляшья польские повстанцы из отряда полковника Марцина Бореловского, 10 (22) марта 1863 год перебили незначительную охрану и сожгли несколько продовольственных складов регулярных войск недалеко от Хрубешува. Затем отступив в сторону местечка Краснобруд, вечером 11 (23) марта стали лагерем в лесу в полутора километрах от населенного пункта. В то же самое время Бореловский получил информацию, что со стороны местечка Томашув против него высланы регулярные войска. Тогда Бореловский, около 11 часов вечера был вынужден выступить маршем и через 2 часа стать на отдых у деревни Ружа.
Утром 12 (24) марта Бореловский узнал о том, что со стороны Краснобруда приближаются регулярные войска — это был вышедший ещё вечером 11 (23) марта из Замойской крепости отряд регулярных войск майора Якова Огалина численностью в 7 рот пехоты и 150 казаков. Бореловский по тем же польским данным располагавший лишь отрядом в 300 человек (80 стрелков с ружьями, около 200 косиньеров вооружённых косами, пиками, топорами и заострёнными лопатами и около 20 кавалеристов под командованием капитана Станислава Буховицкого) поняв, что дальнейшее отступление невозможно, так как лес в котором укрывались повстанцы заканчивался переходя в равнинное поле был вынужден принять бой.

## Бой
Имея некоторое число времени в запасе до прибытия русских подразделений, Бореловский решив сделать ставку на внезапность своей атаки, приказал всем вооружённым ружьями повстанцам рассредоточиться в густых зарослях вдоль лесной дороги по которой ожидалось прибытие русских, и когда те будут на достаточно близком расстоянии дать общий залп, что и было выполнено, за стрелками в нескольких десятках шагов Бореловский рассредоточил около 200 косиньеров.
Прибывший вскоре к месту бой авангард русских, как и планировал Бореловский попал в засаду, моментально оказавшись под плотным оружейным огнем мятежников. Увидев вызванное эффектом неожиданной атаки смятение в рядах отряда регулярных войск, воодушевленные своими командирами мятежники, как стрелки так и косиньеры моментально бросились из леса в атаку на русские войска, тем не менее последние довольно быстро пришли в себя и с расстояния всего в 6-7 шагов встретили бегущих на них повстанцев оружейным огнем.
Увидев, что эффект неожиданности на который главным образом рассчитывал Бореловский не сработал в достаточной мере, а его подразделение в результате завязло в ближнем бою с превосходящими силами противника, командир повстанцев отдал приказ о спешном отступлении. Однако данное решение вызвало смятение и дизориентацию в рядах уже самих повстанцев, часть из которых бросилась в поле стараясь оторваться от регулярных войск, вторая же держа оборону пыталась планомерно отступать. Русские же воспользовавшись моментом разрозненности действий повстанцев сумели расчленить отряд Бореловского на две части и начать планомерное истребление каждой из них, тем не менее повстанцы также сражались отчаянно сумев через 2 часа все же оторваться от преследования регулярных войск.

## Последствия
Польские потери в бою составили 42 человека убитыми и не менее 14 ранеными и 30  пленными. Об ожесточенности боя свидетельствует также и тот факт, что семь из четырнадцати командиров повстанцев в подразделении Бореловского были убиты а ещё двое ранены. Около 30 мятежников бежали с поля боя на Австрийскую территорию, где русские войска не имели право их преследовать. Однако и потери русских поляки оценили как «значительные», историк Зелинский отметил в своей монографии, что «русские забили убитыми и ранеными несколько повозок», а также привел пример офицера из подразделения Бореловского по фамилии Кропыдло, который перед своей гибелью убил двух русских солдат из револьвера и ещё двух ранил саблей.
C остатками отряда Бореловскому тем не менее удалось вырваться с поля боя и позже продолжить вооружённую борьбу. 

## Память
7 июля 1934 года на месте битвы был установлен памятный крест.